# Lasiodora difficilis
Lasiodora difficilis là một loài nhện trong họ Theraphosidae.
Loài này thuộc chi Lasiodora. Lasiodora difficilis được Cândido Firmino de Mello-Leitão miêu tả năm 1921.